# Dani Martín

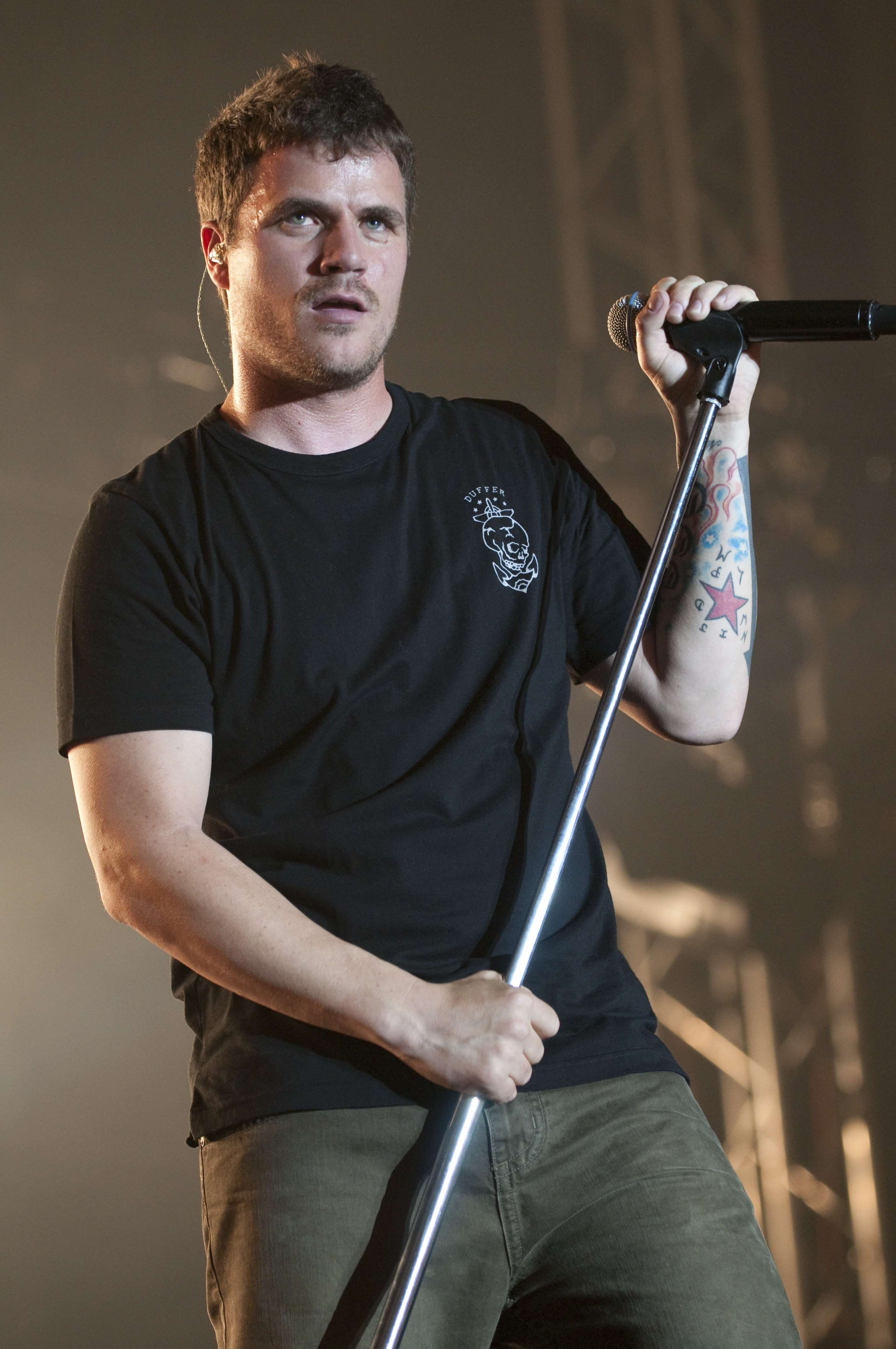
Dani Martín (2009)

Daniel Martín García (* 19. Februar 1977 in Madrid, Spanien) ist ein spanischer Musiker und Schauspieler. Er war Frontman der spanischen Rock-Band El Canto del Loco (ECDL), bevor er 2010 eine erfolgreiche Karriere als Solomusiker begann.

## Gründung
1994 gründete Martín mit seinem Cousin David Otero die Band El Canto del Loco, die in den 2000ern mit drei ihrer Alben auf Platz eins kam. 2010 trennten sich dann die Wege der Bandmitglieder und Martín begann eine Solokarriere. Gleich mit seinem ersten Soloalbum Pequeño erreichte er noch im selben Jahr erneut die Spitze der Charts. 2013 hatte Dani Martín mit dem Song Cero einen der Sommerhits in Spanien, bevor er im Herbst mit seinem zweiten Album, das seinen Namen als Titel trägt, erneut eine Album-Nummer-eins hatte.
Dani Martín ist auch Schauspieler, 2006 spielte er im Film Yo soy La Juani die Rolle des Jonah.

## Privates
Er ist ein enger Freund des bei Atlético Madrid spielenden Fußballers Fernando Torres.

## Diskografie

### Alben
| Jahr | Titel                               | Höchstplatzierung, Gesamtwochen, AuszeichnungChartsChartplatzierungen (Jahr, Titel, Platzierungen, Wochen, Auszeichnungen, Anmerkungen) | Anmerkungen                                         |
| Jahr | Titel                               | ES | Anmerkungen                                         |
| ---- | ----------------------------------- | --- | --------------------------------------------------- |
| 2010 | Pequeño                             | ES1 ×2Doppelplatin · (91 Wo.)ES | Erstveröffentlichung: 26. Oktober 2010              |
| 2013 | Dani Martín                         | ES1 ×2Doppelplatin · (102 Wo.)ES | Erstveröffentlichung: 17. September 2013            |
| 2014 | Mi teatro                           | ES2 Gold · (42 Wo.)ES | Erstveröffentlichung: 13. Oktober 2014 Livealbum    |
| 2016 | La Montaña Rusa                     | ES1 Platin · (56 Wo.)ES | Erstveröffentlichung: 23. September 2016            |
| 2017 | Grandes éxitos y pequeños desastres | ES6 (16 Wo.)ES | Erstveröffentlichung: 10. November 2017 Kompilation |
| 2020 | Lo que me dé la gana                | ES1 Platin · (99 Wo.)ES | Erstveröffentlichung: 16. Oktober 2020              |
| 2021 | No, no vuelve                       | ES1 Platin · (65 Wo.)ES | Erstveröffentlichung: 11. November 2021             |
| 2024 | El último día de nuestras vidas     | ES1 Platin · (28 Wo.)ES | Erstveröffentlichung: 29. November 2024             |

### Singles
| Jahr | Titel Album                                          | Höchstplatzierung, Gesamtwochen, AuszeichnungChartsChartplatzierungen (Jahr, Titel, Album, Platzierungen, Wochen, Auszeichnungen, Anmerkungen) | Anmerkungen                                         |
| Jahr | Titel Album                                          | ES | Anmerkungen                                         |
| --- | ---------------------------------------------------- | --- | --------------------------------------------------- |
| 2010 | 16 añitos Pequeño                                    | ES7 Gold · (28 Wo.)ES | Erstveröffentlichung: 22. August 2010               |
| 2010 | Mira la vida Pequeño                                 | ES18 (15 Wo.)ES |                                                     |
| 2011 | Mi lamento Pequeño                                   | ES17 Gold · (17 Wo.)ES |                                                     |
| 2013 | Cero Dani Martín                                     | ES1 ×3Dreifachplatin · (38 Wo.)ES |                                                     |
| 2013 | Caminar Dani Martín                                  | ES9 (1 Wo.)ES | Erstveröffentlichung: 10. Juni 2013                 |
| 2013 | Que bonita la vida Dani Martín                       | ES5 Platin · (24 Wo.)ES |                                                     |
| 2014 | Emocional Dani Martín                                | ES12 Platin · (23 Wo.)ES |                                                     |
| 2014 | Mi teatro                                            | ES23 Gold · (1 Wo.)ES |                                                     |
| 2014 | Por las venas Mi teatro                              | ES31 (1 Wo.)ES |                                                     |
| 2016 | Las ganas La Montaña Rusa                            | ES23 Gold · (6 Wo.)ES | Erstveröffentlichung: 20. Mai 2016                  |
| 2016 | Dibujas La Montaña Rusa                              | ES68 (1 Wo.)ES |                                                     |
| 2016 | Los charcos La Montaña Rusa                          | ES63 Platin · (7 Wo.)ES | Erstveröffentlichung: 22. Juli 2016                 |
| 2018 | Dieciocho –                                          | ES34 ×2Doppelplatin · (8 Wo.)ES | Erstveröffentlichung: 20. April 2018                |
| 2019 | La mentira Lo que me dé la gana                      | ES58 Platin · (4 Wo.)ES | Erstveröffentlichung: 21. November 2019             |
| 2020 | Los huesos Lo que me dé la gana                      | ES80 Platin · (3 Wo.)ES | Erstveröffentlichung: 9. April 2020 feat. Juanes    |
| 2020 | Avioncito de papel Lo que me dé la gana              | ES64 Gold · (2 Wo.)ES | Erstveröffentlichung: 16. Oktober 2020 feat. Camilo |
| 2021 | No, no vuelve                                        | ES74 Gold · (2 Wo.)ES | Erstveröffentlichung: 6. Oktober 2021               |
| 2024 | Ester Expóxito –                                     | ES49 (3 Wo.)ES | Erstveröffentlichung: 19. Februar 2024              |
| 2024 | El último día de nuestras vidas                      | ES47 Gold · (3 Wo.)ES | Erstveröffentlichung: 3. Oktober 2024               |
| 2024 | Me vuelves puto loco El último día de nuestras vidas | ES49 (2 Wo.)ES | Erstveröffentlichung: 27. November 2024             |
| Folgende Lieder erschienen nicht als Single, wurden aber durch das Album zum Download und Streaming bereitgestellt und konnten somit eine Platzierung erlangen: |                                                      | |                                                     |
| |                                                      | |                                                     |
| 2024 | Novedades viernes El último día de nuestras vidas    | ES75 (1 Wo.)ES |                                                     |
| 2024 | Carpe diem El último día de nuestras vidas           | ES83 (1 Wo.)ES |                                                     |

Weitere Singles
- 2016: Paris (ES: Gold)
- 2017: Que Se Mueran de Envidia (feat. Carla Morrison, ES: Gold)
- 2024: Ester Expósito (ES: Gold)

Weitere Lieder mit Auszeichnungen
- 2020: Cómo Me Gustaría Contarte (ES: Gold)
- 2020: Portales (ES: Platin)
- 2021: Volverá 2021 (ES: Gold)

### Gastbeiträge
| Jahr | Titel Album                                       | Höchstplatzierung, Gesamtwochen, AuszeichnungChartsChartplatzierungen (Jahr, Titel, Album, Platzierungen, Wochen, Auszeichnungen, Anmerkungen) | Anmerkungen |
| Jahr | Titel Album                                       | ES | Anmerkungen |
| ---- | ------------------------------------------------- | --- | --- |
| 2012 | Cuestión de prioridades por el Cuerno de África – | ES36 (3 Wo.)ES | Melendi feat. Dani Martín, Pablo Alborán, La Dama, Rasel, Malú y Carlos Baute |
| 2012 | Fight for Life –                                  | ES19 (2 Wo.)ES | Carlos Jean feat. Lucía Scansetti, Alex Shaker, Dani Martín |
| 2020 | Los abrazos prohibidos –                          | ES32 (1 Wo.)ES | Vetusta Morla feat. Alice Wonder, Andrés Suárez, Carlotta Cosials, Christina Rosenvinge, Dani Martín, Depedro, Eva Amaral, Ismael Serrano, Iván Ferreiro, Joaquín Sabina, Kase.O, Leiva, Luz Casal, Maika Makovski, Marwan, Nacho Vegas, Nina de Juan, Rozalén, Santi Balmes y Xoel López |

Weitere Gastbeiträge
- 2020: Color Esperanza 2020 (Various Artists, Benefizsingle, ES: Platin)
- 2021: Para Aute: Pasaba por Aquí (Joaquín Sabina feat. Rozalén, Marwan, Pedro Guerra, Carlos Rivera, Xoel López, Ismael Serrano, Jorge Drexler, Dani Martín, Estopa, Vanesa Martín, Silvio Rodríguez & Abel Pintos, ES: Gold)